# George Adam Neppert
George Adam Neppert (* um 1762, † nach 1847) war ein deutscher Orgelbauer in Insterburg im Königreich Preußen.

## Leben
George Adam Neppert wurde um 1782 als Geselle bei Adam Gottlob Casparini in Königsberg genannt, für den er in den folgenden Jahren einige Arbeiten ausführte. 1788 erhielt Neppert die Concession als Orgelbauer in Insterburg. 1802 schrieb er in einem Brief von 22 Neubauten, von denen heute aber kaum eine bekannt ist. Von George Adam Neppert ist ein längerer Rechtsstreit mit Johann Preuß um eine Orgelreparatur bekannt. George Adam Neppert verarmte in Folge der Kriegshandlungen von 1806/1807 und danach. 1847 wurde er letztmals erwähnt.

## Werke (Auswahl)
Es sind nur wenige Arbeiten von George Adam Neppert bekannt. Erhalten sind Orgeln in Wieliczki von 1791 und Griškabūdis von 1804, jeweils in erweiterter Form und hier fettgedruckt.
| Jahr      | Ort                          | Gebäude                             | Bild | Manuale | Register | Bemerkungen                                                                                           |
| --------- | ---------------------------- | ----------------------------------- | ---- | ------- | -------- | --- |
| 1785      | Kraupischken                 | Kirche                              |      |         |          | Wiederherstellung der durch Blitzschlag zerstörten Orgel von Casparini in dessen Auftrag              |
| 1785      | Willkischken, Memelland      | Kirche                              |      |         |          | Reparaturen im Auftrag Casparinis                                                                     |
| 1791      | Wielitzken (Wieliczki)       | Kirche, heute Mariä-Geburt-Kirche   |      | I       | 8        | ursprünglich in Schirwindt, 1856 umgesetzt, 1902/08 Erweiterung durch Carl Novak (II/P, 15), erhalten |
| 1796–1799 | Buddern (Budry)              | Kirche, heute Dreifaltigkeitskirche |      |         |          | Neubau, möglicherweise teilweise erhalten?                                                            |
| 1798      | Neustadt-Schirwindt, Litauen | Kirche                              |      |         |          | Neu- oder Umbau, zerstört                                                                             |
| 1803–1804 | Bartninkai, Litauen          | Kirche                              |      |         |          | Neubau, zerstört                                                                                      |
| 1804      | Griškabūdis, Litauen         | Kirche                              |      | I       | 11       | Inschriften in C-Prospektpfeife, im 19. Jhd. Erweiterung (I/P, 13), erhalten                          |
| 1847      | Hohenfürst                   | Kirche                              |      |         |          | Neu- oder Umbau für 53 Thaler, zerstört                                                               |